# Natt och dag (växt)
Natt och dag eller lundkovall (Melampyrum nemorosum) är en ettårig växt i kovallsläktet i växtfamiljen snyltrotsväxter (tidigare ansåg man att den hörde till familjen flenörtsväxter).

## Beskrivning

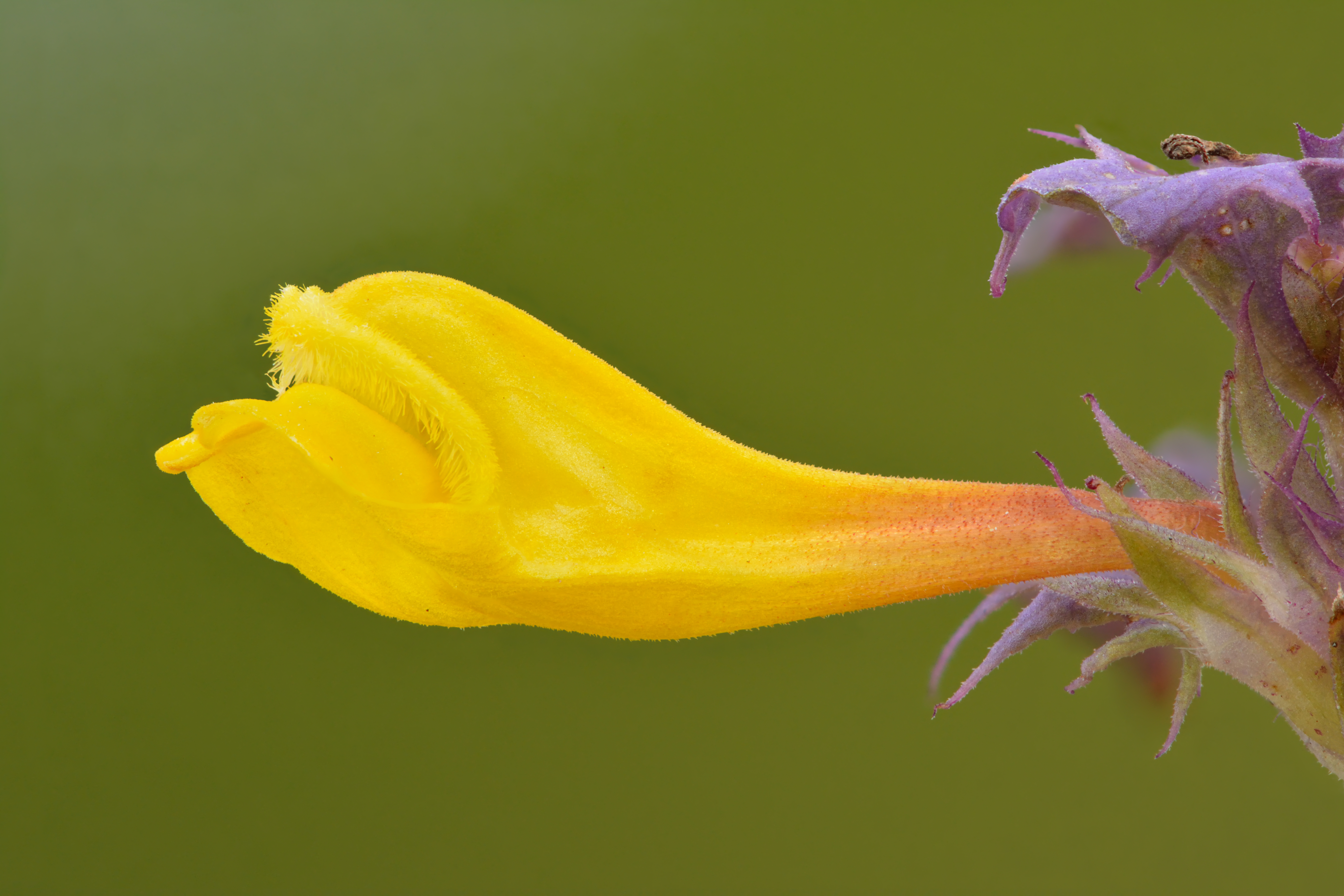
Blomma

Natt och dag har blåvioletta högblad och gula blommor. Ibland misstas högbladen för en del av blommorna. Örten blir upp till 45 centimeter hög under goda förhållanden och växer i allmänhet i lundar, hagar samt skogsbryn. Stjälken är mjukhårig och ibland förgrenad. Bladen är kortskaftade och motsatta med lansettformad till äggrund bladskiva. Övre blad tandade till djupt tandade vid basen. Övre stödblad i allmänhet violetta, sällan vita eller gröna. Blommorna är 15-25 millimeter, zygomorfa med klargul krona och fyra ståndare. Kronan är tvåläppig med böjt rör och fyra sammanväxta foderblad. Blommorna är samlade i ensidigt ax och blomning sker i juni-augusti.
Likt alla sina släktingar i kovallsläktet är lundkovallen en halvparasit, vilket innebär att den både parasiterar på andra växter genom att koppla in sig på deras rotsystem med hjälp av haustorier och försörjer sig själv med hjälp av fotosyntes. Kovallsläktet parasiterar på en stor mängd arter men verkar föredra ärtväxter (Fabaceae). Kovallsläktet är obligata parasiter men kan, intressant nog, försörja sig helt på parasitism även om detta inte verkar förekomma i naturen. 
Lundkovallen betas sällan av djur på grund av dess giftighet. Kor betar dock gärna kovallsläktet och verkar ej påverkas av glykosiden rhinanthin som dock finns i högst koncentration i fröna. Unga lundkovaller innehåller höga halter av sockerarten galaktitol. Den är även myrmekofil vilket innebär att den sprider sina frön med hjälp av myror. Fröna liknar myrornas puppor och har en elaiosom som lockar myrorna att bära iväg på fröet till sina stackar. Fröet gror redan på hösten, men hjärtbladen framträder inte förrän på vårkanten.

## Artbestämning
Lundkovallen är svår att missta för andra arter, även om somliga närbesläktade kovallarter såsom korskovallen kan orsaka viss förvirring. Lundkovallen är dock den enda svenska förekommande medlemmen ur kovallsläktet som har hårigt (ullhårigt) foder samt ensidigt ställda blommor.

## Utbredning
Natt och dag förekommer bland annat i södra Sverige och södra Finland. I Sverige är den ganska vanlig i Södermanland och Uppland och förekommer sällsynt upp till limes norrlandicus. Ibland insådd som prydnadsväxt.

## Etnografiska notiser
C.F Nyman anger att örten ökar mjölkmängden hos kor och även ökar fetthalten i mjölken. Nyman anger också att hästar gärna äter av örten

## Namnvarianter
Natt och dag har i folkmun även kallats "svenska flaggan" med syftning på svenska flaggans färger. Ett annat namn är svenska (svenske) soldaten, vilket syftar på färgerna i en gammal arméuniform, som var sammansatt av persedlar i svenska flaggans färger. Detta ej att förväxla med soldatblomma, som är röllika. Ett annat namn som använts frekvent är lundskeplingen.